# Майоран
Майора́н (лат. Orīganum majorāna) — вид многолетних травянистых растений из рода Душица (Origanum) семейства Яснотковые.
Название «майоран» произошло от старофранцузского: majorane; средневековая латынь: majorana. По-арабски называется «бардакуш, мардакуш» (араб. بردقوش، مردقوش‎).

## Распространение и экология
Произрастает в Центральной Европе, на Ближнем Востоке, в Северной Африке.

## Ботаническое описание
Стебли прямостоящие, ветвистые, высотой 20—45 (50) см, у основания деревенеющие, серебристо-серые.
Листья продолговато-яйцевидные или лопатчатые, черешковые, тупые, цельнокрайные, с обеих сторон серо-войлочные.
Соцветия продолговатые, войлочно-мохнатые, из трёх—пяти округлых, сидячих, яйцевидных, коротких колосковидных пучков на концах ветвей. Цветки мелкие, венчик красноватый, розовый или белый.
Плод — яйцевидный гладкий орешек.
Цветёт в июле—августе.

## Выращивание
Майоран является теплолюбивым растением. Семена начинают прорастать при 12—15 °С, но оптимальная температура для прорастания составляет 20—25 °С. Всходы не выносят заморозков и гибнут уже при −2 °С. При низких положительных температурах приостанавливается рост растений, возникает состояние угнетённости растения. В целом майоран можно отнести к засухоустойчивым растениям, повышенное требование к влаге он проявляет лишь в начале роста, однако при недостатке влаги снижается урожайность. Майоран светолюбив, при затенении снижаются урожайность и ароматичность растений. К плодородию почвы требователен, хорошо отзывается на минеральные и органические удобрения. Для майорана нужна хорошая, лёгкая огородная почва с достаточным количеством извести.

## Химический состав
Вся надземная часть майорана содержит 0,3—0,5 % эфирного масла на сырую и 0,7—3,5 % на сухую массу цветущих растений. Молодые побеги майорана богаты рутином (до 0,13 %), содержат аскорбиновую кислоту (до 0,45) и каротин (до 0,006). Кроме того, в растении содержатся дубильные и пектиновые вещества, пентозаны.
Эфирное масло обладает специфическим запахом кардамона и подобным тимьяну, но более тонким и сладким, характерным для данного растения, острым пряным вкусом. Наибольшее содержание эфирного масла наблюдается в период массового цветения. В состав эфирного масла входят терпинен, пинен, сабинен, α-терпинеол, борнеол, фенолы. Вещество-носитель чрезвычайно сильного аромата растения до сих пор неизвестно.

## Значение и применение

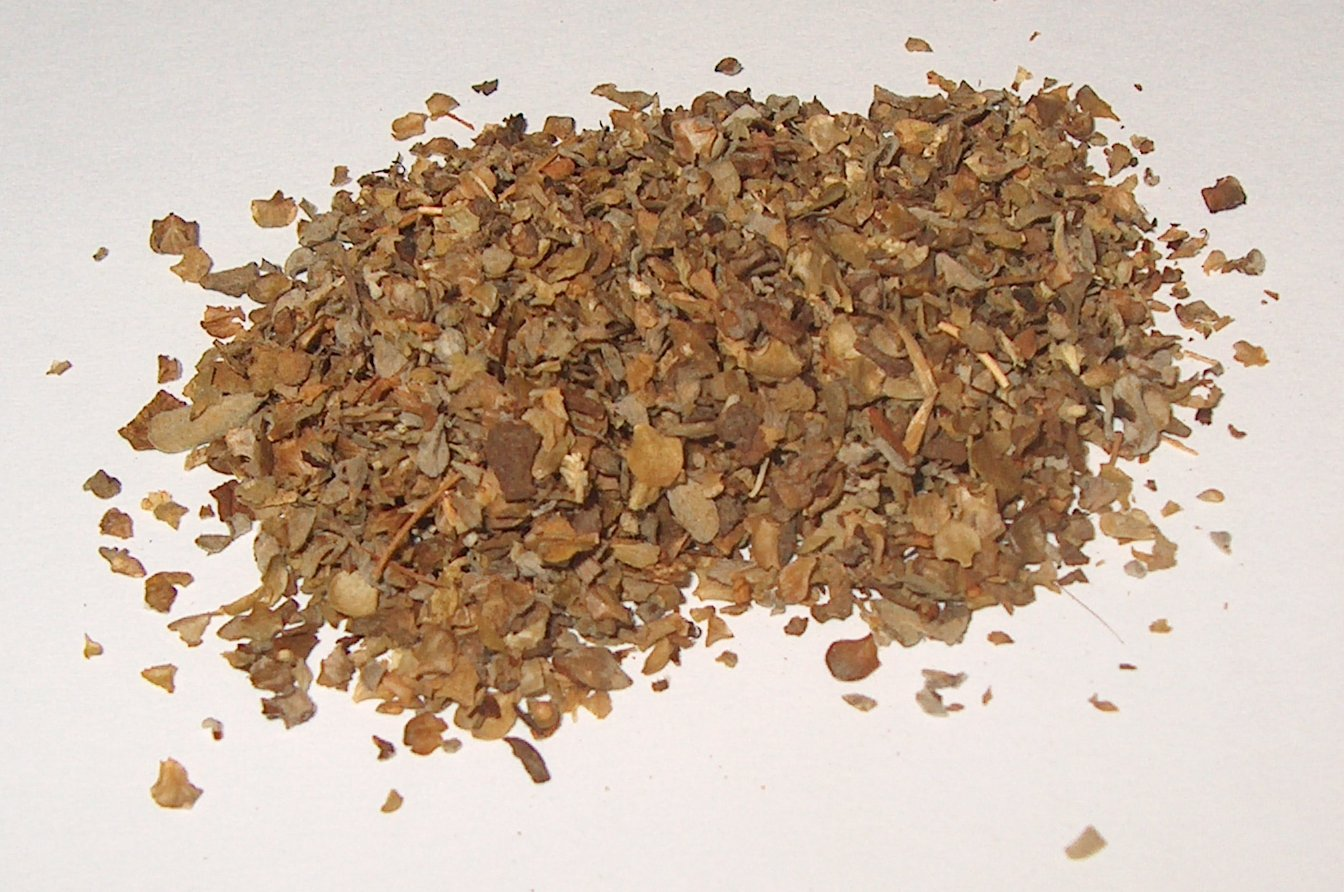
Специя — сушёный майоран

На Ближнем Востоке он используется в качестве приправы, при этом смешивается с солью и кунжутом.
В Древнем Египте, Элладе и Риме растение ценилось как пряное, лекарственное и декоративное (для венков). У римлян эта трава была известна как трава счастья и считалось, что она увеличивает продолжительность жизни. 
В XXI веке майоран используют в основном как пряность, его добавляют к салатам, супам, рыбным и овощным блюдам в свежем или сушёном виде и при консервировании. Растение употребляют также для приготовления ликёров, наливок, пудингов, колбас, ароматизации уксуса и чая. Из надземной части цветущего растения добывают эфирное масло. Порошок из сухих листьев входит в состав перечных смесей.
Майоран улучшает пищеварение, показан при метеоризме, оказывает мочегонное и седативное действие. В медицине некоторых стран растение применяют при заболеваниях дыхательных путей и органов пищеварения. Использование майорана показано при диетическом питании желудочных больных. В народной медицине он известен как желудочное, тонизирующее, противокатаральное и ранозаживляющее средство. Совместно с другими лекарствами майоран применяли при параличах, неврастении, бронхиальной астме и насморке. Растение использовали внутрь в форме настоя и наружно — для ванн и примочек как ранозаживляющее.
Ценный медонос, особенно во второй половине лета, когда при наступлении сухой жаркой погоды жухнут другие растения.